# Pettenbach (Górna Austria)
Pettenbach – gmina targowa w Austrii, w kraju związkowym Górna Austria, w powiecie Kirchdorf an der Krems. Liczy 5 126 mieszkańców.